# Бальцарини, Гвидо
Гвидо Бальцарини (итал. Guido Balzarini; 21 октября 1874, Кастель-ди-Лаго, Умбрия — 18 апреля 1935, Рим) — итальянский фехтовальщик-саблист. Олимпийский чемпион 1924 года.

## Биография
Гвидо Бальцарини родился 21 октября 1874 года в итальянской фракции Кастель-ди-Лаго.
В 1924 году вошёл в состав сборной Италии на летних Олимпийских играх в Париже. В командном турнире саблистов сборная Италии, за которую также выступали Оресте Пулити, Оресте Морикка, Марчелло Бертинетти, Джулио Сарокки, Ренато Ансельми, Бино Бини и Винченцо Кучча, завоевала золотую медаль. Бальцарини фехтовал только в матче четвертьфинальной группы против США (14:2), выиграв все свои поединки.
Бальцарини, которому на момент победы было 49 лет, — самый возрастной олимпийский чемпион из Италии.
Был награждён золотой медалью Национального олимпийского комитета Италии.
Умер 18 апреля 1935 года в Риме.

## Память
В Терни на Аллее славы, где увековечены имена местных олимпийцев, установлена плита с именем Гвидо Бальцарини.